# العلاقات الأنغولية القرغيزستانية
العلاقات الأنغولية القيرغيزستانية هي العلاقات الثنائية التي تجمع بين أنغولا وقيرغيزستان.

## مقارنة بين البلدين
هذه مقارنة عامة ومرجعية للدولتين:
| وجه المقارنة                                              | أنغولا           | قيرغيزستان                      |
| --------------------------------------------------------- | ---------------- | ------------------------------- |
| المساحة (كم2)                                             | 1.25 مليون       | 199.95 ألف                      |
| عدد السكان (نسمة)                                         | 29.78 مليون      | 6.20 مليون                      |
| الكثافة السكانية (ن./كم²)                                 | 23.82            | 31.01                           |
| العاصمة                                                   | لواندا           | بيشكك                           |
| اللغة الرسمية                                             | اللغة البرتغالية | اللغة الروسية، اللغة القيرغيزية |
| العملة                                                    | كوانزا أنغولي    | سوم قيرغيزستاني                 |
| الناتج المحلي الإجمالي (بليون دولار)                      | 124.21 مليار     | 7.56 مليار                      |
| الناتج المحلي الإجمالي (تعادل القوة الشرائية) بليون دولار | 184.83 مليار     | 20.45 مليار                     |
| الناتج المحلي الإجمالي الاسمي للفرد دولار أمريكي          | 4.10 ألف         | 1.10 ألف                        |
| الناتج المحلي الإجمالي للفرد دولار أمريكي                 |                  |                                 |
| مؤشر التنمية البشرية                                      | 0.533            | 0.655                           |
| رمز المكالمات الدولي                                      | +244             | +996                            |
| رمز الإنترنت                                              | .ao              | .kg                             |
| المنطقة الزمنية                                           | ت ع م+01:00      | ت ع م+06:00                     |

## منظمات دولية مشتركة
يشترك البلدان في عضوية مجموعة من المنظمات الدولية، منها:
| علم المنظمة | اسم المنظمة                        | تاريخ انضمام أنغولا | تاريخ انضمام قيرغيزستان |
| ----------- | ---------------------------------- | ------------------- | ----------------------- |
|             | منظمة الشرطة الجنائية الدولية      | ?                   | ?                       |
|             | منظمة التجارة العالمية             | ?                   | ?                       |
|             | منظمة حظر الأسلحة الكيميائية       | ?                   | ?                       |
|             | مؤسسة التمويل الدولية              | 19 سبتمبر 1989      | 11 فبراير 1993          |
|             | يونسكو                             | 11 مارس 1977        | 2 يونيو 1992            |
|             | البنك الدولي للإنشاء والتعمير      | 19 سبتمبر 1989      | 18 سبتمبر 1992          |
|             | مؤسسة التنمية الدولية              | 19 سبتمبر 1989      | 24 سبتمبر 1992          |
|             | الأمم المتحدة                      | 1 ديسمبر 1976       | 2 مارس 1992             |
|             | وكالة ضمان الاستثمار متعدد الأطراف | 19 سبتمبر 1989      | 21 سبتمبر 1993          |
|             | الاتحاد الدولي للاتصالات           | 13 أكتوبر 1976      | 20 يناير 1994           |
|             | الاتحاد البريدي العالمي            | ?                   | ?                       |

## وصلات خارجية
- موقع وزارة الخارجية الأنغولية